# Pseudoscleropodium
Genre
Pseudoscleropodium est un genre de Bryophytes (mousses) de l’ordre des Hypnales.

## Liste d'espèces
Selon Catalogue of Life (19 juin 2013) :
- Pseudoscleropodium purum

Selon ITIS (19 juin 2013) :
- Pseudoscleropodium purum (Hedw.) Fleisch. in Broth.

Selon NCBI (19 juin 2013) :
- Pseudoscleropodium purum

Selon Tropicos (19 juin 2013) (Attention liste brute contenant possiblement des synonymes) :
- Pseudoscleropodium levieri (Müll. Hal.) Broth.
- Pseudoscleropodium pseudopurum (Müll. Hal.) Broth.
- Pseudoscleropodium purum (Hedw.) M. Fleisch.